# Венгрия на летних Олимпийских играх 1996
На Летних Олимпийских играх 1996 года Венгрию представляло 214 спортсменов, выступивших в 22 видах спорта. Они завоевали 7 золотых, 4 серебряных и 10 бронзовых медалей, что вывело венгерскую сборную на 12-е место в неофициальном командном зачёте.

## Медалисты
| Медаль  | Спортсмен                                             | Вид спорта                  | Дисциплина                           |
| ------- | ----------------------------------------------------- | --------------------------- | ------------------------------------ |
| Золото  | Балаж Киш                                             | Лёгкая атлетика             | Мужчины, метание молота              |
| Золото  | Иштван Ковач                                          | Бокс                        | Мужчины, до 54 кг                    |
| Золото  | Чаба Хорват Дьёрдь Колонич                            | Гребля на байдарках и каноэ | Мужчины, каноэ-двойка, 500 м         |
| Золото  | Рита Кёбан                                            | Гребля на байдарках и каноэ | Женщины, байдарка-одиночка, 500 м    |
| Золото  | Норберт Рожа                                          | Плавание                    | Мужчины, 200 м брассом               |
| Золото  | Аттила Цене                                           | Плавание                    | Мужчины, 200 м комплексным плаванием |
| Золото  | Кристина Эгерсеги                                     | Плавание                    | Женщины, 200 м на спине              |
| Серебро | Аттила Адровиц Ференц Чипеш Габор Хорват Андраш Райна | Гребля на байдарках и каноэ | Мужчины, байдарка-четвёрка, 1000 м   |
| Серебро | Чаба Кёвеш Йожеф Наваррете Бенце Сабо                 | Фехтование                  | Мужчины, сабля, командное первенство |
| Серебро | Сильвестер Чоллань                                    | Спортивная гимнастика       | Мужчины, кольца                      |
| Серебро | Карой Гюттлер                                         | Плавание                    | Мужчины, 200 м брассом               |
| Бронза  | Имре Пулаи                                            | Гребля на байдарках и каноэ | Мужчины, каноэ-одиночка, 500 м       |
| Бронза  | Дьёрдь Зала                                           | Гребля на байдарках и каноэ | Мужчины, каноэ-одиночка, 1000 м      |
| Бронза  | Чаба Хорват Дьёрдь Колонич                            | Гребля на байдарках и каноэ | Мужчины, каноэ-двойка, 1000 м        |
| Бронза  | Геза Имре                                             | Фехтование                  | Мужчины, шпага, личное первенство    |
| Бронза  | Дьёндьи Салаи                                         | Фехтование                  | Женщины, шпага, личное первенство    |
| Бронза  | Команда                                               | Гандбол                     | Женщины                              |
| Бронза  | Янош Мартинек                                         | Современное пятиборье       | Мужчины, личное первенство           |
| Бронза  | Агнеш Ковач                                           | Плавание                    | Женщины, 200 м брассом               |
| Бронза  | Кристина Эгерсеги                                     | Плавание                    | Женщины, 400 м комплексным плаванием |
| Бронза  | Аттила Фери                                           | Современное пятиборье       | Мужчины, до 70 кг                    |

## Результаты соревнований

### Академическая гребля
В следующий раунд из каждого заезда проходили несколько лучших экипажей (в зависимости от дисциплины). В финал A выходили 6 сильнейших экипажей, остальные разыгрывали места в утешительных финалах B-D.
Мужчины
| Соревнование | Спортсмены | Предварительный заезд | Предварительный заезд | Предварительный заезд | Отборочный заезд | Отборочный заезд | Отборочный заезд | Полуфинал     | Полуфинал     | Полуфинал     | Финал   | Финал   | Итоговое место |
| Соревнование | Спортсмены | Заезд                 | Время                 | Место                 | Заезд            | Время            | Место            | Заезд         | Время         | Место         | Время   | Место   | Итоговое место |
| ------------ | ---------- | --------------------- | --------------------- | --------------------- | ---------------- | ---------------- | ---------------- | ------------- | ------------- | ------------- | ------- | ------- | -------------- |
| одиночки     | Ласло Соги | 2                     | 7:38,31               | 2                     | 2                | 7:53,04          | 3                | Полуфинал C/D | Полуфинал C/D | Полуфинал C/D | Финал C | Финал C | 15             |
| одиночки     | Ласло Соги | 2                     | 7:38,31               | 2                     | 2                | 7:53,04          | 3                | 1             | 7:27,92       | 2 QC          | 7:34,23 | 3       | 15             |

### Водные виды спорта

#### Прыжки в воду
По итогам предварительных 6 прыжков в полуфинал проходило 18 спортсменов. Далее прыгуны выполняли по 5 прыжков из обязательной программы, результаты которых суммировались с результатами предварительных прыжков. По общей сумме баллов определялись финалисты соревнований. Финальный раунд, состоящий из 6 прыжков, спортсмены начинали с результатом, полученным в полуфинале.
Мужчины
| Соревнование      | Спортсмены    | Предварительный раунд | Предварительный раунд | Полуфинал | Полуфинал | Сумма     | Сумма | Финал                | Финал                | Итог                 | Итог                 |
| Соревнование      | Спортсмены    | Результат             | Место                 | Результат | Место     | Результат | Место | Результат            | Место                | Результат            | Место                |
| ----------------- | ------------- | --------------------- | --------------------- | --------- | --------- | --------- | ----- | -------------------- | -------------------- | -------------------- | -------------------- |
| трамплин, 3 метра | Имре Лендьель | 346,74                | 17 Q                  | 204,51    | 13        | 551,25    | 17    | Завершил выступление | Завершил выступление | Завершил выступление | Завершил выступление |